# Cynips
Cynips és un gènere d'himenòpters de la família dels cinípids que fan agalles. Una de les més conegudes és la que fa agalles en els roures (Cynips quercusfolii), la qual indueix les característiques galles esfèriques de 2 centímetres de diàmetre a la part de sota de les fulles dels roures.

## Taxonomia
- Cynips agama
- Cynips caputmedusae
- Cynips cornifex
- Cynips disticha
- Cynips divisa,
- Cynips fusca
- Cynips longiventris
- Cynips quercus
- Cynips quercusfolii
- Cynips schlechtendali